# Auwal-Moschee
Die Auwal-Moschee, arabisch المسجد الأول, gilt als älteste Moschee Südafrikas. Ihr Grundstein wurde in der niederländischen Kapkolonie 1794 gelegt, noch vor der durch die Briten gewährten Religionsfreiheit.
Die offizielle Eröffnung der Moschee konnte erst nach Gewährung der Religionsfreiheit unter der neuen britischen Herrschaft erfolgen. In der Literatur finden sich deshalb abweichende Angaben für die Eröffnung der Moschee. (1794 für den noch inoffiziellen Gebetsraum, 1797/98 für die offizielle Moschee). Die von Imam Tuan Guru gegründete islamische Gemeinde spaltete sich nach dessen Tod 1807 im Streit um dessen Nachfolge. Aus dieser Abspaltung entstand mit der Palm-Tree-Moschee in der Long Street die zweite Moschee Kapstadts.
Den Sklaven Kapstadts, größtenteils aus islamischen Ländern, war es von der Niederländischen Ostindien-Kompanie verboten persönliche Gegenstände, insbesondere den Koran, in die Gefangenschaft zu nehmen. Der von Tuan Guru aus dem Gedächtnis in der Gefangenschaft auf Robben Island in den 1780er Jahren aufgeschriebene Koran gilt als die erste Koranschrift Südafrikas, sodass von der der Moschee angeschlossenen Madrasa entscheidende Impulse zur Islamisierung der Sklaven und schwarzen Bevölkerung Kapstadts ausging. Ein Exemplar dieses Korans wird in der Moschee aufbewahrt. Daher hat diese Moschee für die Identitätsbildung der Kapmalaien einen hohen Stellenwert.